# 低率初期生産
低率初期生産（Low rate initial production, LRIP, エルリップ）とは、軍用装備品などのプロジェクト管理またはその取得プログラムで用いられる、装備化の当初の段階に行われる少量生産を指す用語である。LRIPを行うことにより、最初に調達を予定している国防機関は、量産契約を締結する前に長期間の試験を徹底的に行い、その装備品が定められた要求性能を満たしてるかどうかを十分に確認することができる。一方、製造企業は、これを量産の試行段階として利用し、量産に使用する組立ラインをあらかじめ準備することができる。このため、LRIPを行って、要求に応じながら手作業で製造する試作段階から最終的な量産段階への移行を段階的に進めようとする場合が多い。LRIPにおいては、企業の生産技術や装備品そのものが十分な完成度に達していない場合もある。また、LRIPにおいて製造される装備品は、試作段階と同様の試行錯誤を伴う手作業が多く、かつ、組立ラインが十分に整備されていなかったり、設計が変更されたりする場合もあることから、量産品とは製造技術および価格が大きく異なったものとなる可能性がある。さらに、LRIPにおける装備品の製造には、研究開発や量産準備のため、量産品よりもはるかに高額な費用が必要となる可能性がある。ただし、LRIP間に確立した製造能力を将来の量産に利用することにより、結果的には、これらの費用の有効活用が図られる。
この用語は、兵器だけではなく、それ以外の軍事装備品の取得プログラムにおいても広く用いられている。
LRIP間に装備品の設計または製造方法に問題点が確認された場合には、それが是正されたことを確認するためLRIPを再度実施したり、プロジェクトを中止したりする場合がある。連邦議会予算事務局（Congressional Budget Office）は、LRIPを実施しても量産へと移行する前に中止されるプログラムが多く、アメリカ国防総省のプロジェクト経費の節減に役立ったことはほとんどない、と指摘している。